# Бурданов, Сергей Николаевич
Серге́й Никола́евич Бурданов (род. 24 августа 1964) — советский футболист, нападающий.
С 1982 года выступал за дубль ЦСКА, за три сезона провёл 37 матчей, забил три гола. Во второй половине сезона-1984 сыграл 13 матчей за клуб в чемпионате СССР. В 1985 году провёл шесть игр за тюменский «Геолог» во второй лиге, после чего завершил карьеру в командах мастеров.